# アウグスト・グリーゼバッハ

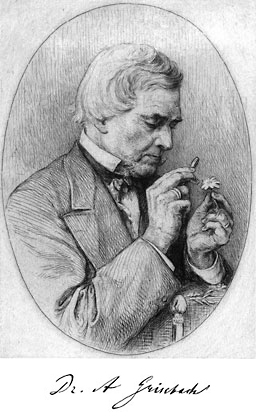
アウグスト・グリーゼバッハ

アウグスト・グリーゼバッハ（Heinrich August Rudolf Grisebach、1814年4月17日 - 1879年5月9日）は、ドイツの植物学者である。植物地理学のパイオニアである。

## 生涯
ハノーファーで生まれた。1832年からゲッティンゲン大学、1834年からベルリン大学で医学と植物学を学んだ。1936年に医学の博士号を得た。1837年からゲッティンゲン大学の植物学の講師、1841年から一般自然史の准教授となった。1847年に教授となり、植物園の園長を務めた。
1839年から1850年の間、ヨーロッパ各地の調査旅行を行った。1838年に『自然の植物相の境界に対する気候の影響』（"Über den Einfluß des Klimas auf die Begrenzung der natürlichen Floren"）を発表し、植物地理学の基本的な特徴について言及した。『気候の様相による地球上の植生』（"Vegetation der Erde nach ihrer klimatischen Anordnung"：第1版1872年、第2版1884年）はこの分野の古典的著作で、世界の植生について概観した最初の著作となった。1874年にプロシア科学アカデミーの会員に選ばれた。
息子のハンス・グリーゼバッハ(Hans Grisebach )は建築家、エドゥアルト・グリーゼバッハ（Eduard Grisebach）は作家、孫のアウグスト・グリーゼバッハ（August Grisebach）は美術史家になった。

## 著作
- Die Vegetation der Erde nach Ihrer Klimatischen Anordnung (The Earth's vegetation after its climatic arrangement), 1872 (1st Edition), 1884 (2nd Edition).
- Flora of the British West Indian Islands, Lovell Reeve & Co., London, 1864